# Trembowla (gmina)
Trembowla – dawna gmina wiejska w powiecie trembowelskim województwa tarnopolskiego II Rzeczypospolitej. Siedzibą gminy było miasto Trembowla, które stanowiło odrębną gminę miejską.
Gminę utworzono 1 sierpnia 1934 r. w ramach reformy na podstawie ustawy scaleniowej z dotychczasowych gmin wiejskich: Humniska, Iwanówka, Małów, Ostrowczyk, Plebanówka, Podgórzany, Podhajczyki, Semenów, Wolica, Załawie i Zaścianocze.
Po II wojnie światowej obszar gminy znalazł się w ZSRR.